# 木月大町
木月大町（きづきおおまち）は、神奈川県川崎市中原区の町名。丁目のない単独行政地名。住居表示実施済区域。面積は20.3haである。

## 地理
中原区の南部に所在し、二ヶ領用水の支流である渋川の右岸に位置する。域内の北側を法政大学第二中・高等学校や法政大学のグラウンドが占めており、南側には高層マンションが立ち並んでいる。
木月大町は北端で今井西町・今井仲町と、東端では渋川を挟んで今井南町・木月伊勢町と接する。南端では木月祗園町と接し、西端では井田三舞町・下小田中と接する。これらの町域はすべて中原区に属しており、木月大町は市境や区境には接していない。

## 歴史
当地は、江戸時代には「深町」や「大沼」と呼ばれる地で、その名の通り低湿地の水田となっていた。1940年（昭和15年）、耕地整理により木月大町が木月から分立したが、その少し前に法政大学予科が設置され、北側の水田は埋められていった。そして、残った水田も昭和30年代には住宅地へと変貌した。なお、設置時には「きづきだいまち」という読みであったが、住居表示の実施に合わせて、それまで通称として使われていた「きづきおおまち」を正式な読みとした。

### 沿革
- 1936年（昭和11年） - 法政大学予科が設置される[7]。
- 1940年（昭和15年） - 耕地整理により、木月から木月大町（きづきだいまち）として分立[10]。
- 1950年（昭和25年） - 法政大学短期大学部が設置される（1985年閉学）。
- 1972年（昭和47年） - 川崎市が政令指定都市に移行。当地は中原区木月大町となる。
- 2004年（平成16年） - 住居表示が実施される。同時に、読みを「きづきおおまち」に変更。

## 世帯数と人口
2025年（令和7年）6月30日現在（川崎市発表）の世帯数と人口は以下の通りである。
| 町丁     | 世帯数    | 人口    |
| -------- | --------- | ------- |
| 木月大町 | 1,514世帯 | 2,729人 |

### 人口の変遷
国勢調査による人口の推移。
| 年                 | 人口  |
| ------------------ | ----- |
| 1995年（平成7年）  | 2,373 |
| 2000年（平成12年） | 2,509 |
| 2005年（平成17年） | 2,568 |
| 2010年（平成22年） | 2,777 |
| 2015年（平成27年） | 2,806 |
| 2020年（令和2年）  | 2,906 |

### 世帯数の変遷
国勢調査による世帯数の推移。
| 年                 | 世帯数 |
| ------------------ | ------ |
| 1995年（平成7年）  | 1,247  |
| 2000年（平成12年） | 1,300  |
| 2005年（平成17年） | 1,345  |
| 2010年（平成22年） | 1,438  |
| 2015年（平成27年） | 1,506  |
| 2020年（令和2年）  | 1,547  |

## 学区
市立小・中学校に通う場合、学区は以下の通りとなる（2022年3月時点）。
| 番地 | 小学校             | 中学校             |
| ---- | ------------------ | ------------------ |
| 全域 | 川崎市立住吉小学校 | 川崎市立今井中学校 |

## 事業所
2021年（令和3年）現在の経済センサス調査による事業所数と従業員数は以下の通りである。
| 町丁     | 事業所数 | 従業員数 |
| -------- | -------- | -------- |
| 木月大町 | 30事業所 | 352人    |

### 事業者数の変遷
経済センサスによる事業所数の推移。
| 年                 | 事業者数 |
| ------------------ | -------- |
| 2016年（平成28年） | 32       |
| 2021年（令和3年）  | 30       |

### 従業員数の変遷
経済センサスによる従業員数の推移。
| 年                 | 従業員数 |
| ------------------ | -------- |
| 2016年（平成28年） | 300      |
| 2021年（令和3年）  | 352      |

## 施設
- 法政大学第二中・高等学校 - かつては大学予科や短期大学部も所在した。
- 法政大学グラウンド - 法政大学野球部も使用している。
- 法政大学野球部寮
- 川崎木月大町郵便局（かつては「きづきだいまち」と読んでいたが、2020年1月15日の営業再開後は「きづきおおまち」に変更されている[21]。）

## その他

### 日本郵便
- 郵便番号 : 211-0031[3]（集配局 : 中原郵便局[22]）

### 警察
町内の警察の管轄区域は以下の通りである。
| 番・番地等 | 警察署     | 交番・駐在所 |
| ---------- | ---------- | ------------ |
| 全域       | 中原警察署 | 木月交番     |